# Aquila Basket Trento
L'Aquila Basket Trento 2013, nota anche come Dolomiti Energia Trentino per ragioni di sponsorizzazione, è una squadra di pallacanestro italiana con sede a Trento, fondata nel 1995 dalla fusione di due società minori, la Dolomiti Sport B.C. Trento e la Pallacanestro Villazzano.
Nel 2014 ha ottenuto la promozione in Serie A, la massima serie professionistica del basket italiano, e da allora è giunta due volte in finale scudetto, perdendo nel 2017 contro la Reyer Venezia Mestre e nel 2018 contro l'Olimpia Milano. 
Dal suo primo campionato nella massima serie associa il proprio nome al main sponsor Dolomiti Energia, assumendo la denominazione, nelle competizioni nazionali e internazionali, di Dolomiti Energia Trentino.

## Storia

### Dal 2000 alla promozione in A (2013-2014)
Dolomiti Sport B.C. Trento e Pallacanestro Villazzano disputavano entrambe la Serie D; nel 2000, cinque anni dopo la sua nascita, l'Aquila Basket ha conquistato la promozione in serie C2. 
Nel 2002 l'ulteriore salto di categoria, arrivando in serie C1.
La promozione in serie B2 è stata centrata al termine del campionato 2004-05. Sempre nel 2004, Trento ha conquistato la Coppa Italia di Serie C Dilettanti.
Nel campionato 2008-09 Trento si è qualificata ai play-off per la promozione in Serie A Dilettanti, essendo arrivata seconda nella stagione regolare. Dopo aver sconfitto il Basket Iseo per 2-1, il 7 maggio 2009 l'Aquila Basket viene eliminata dalla Pallacanestro Trieste.
Il 15 giugno 2009 la società raggiunge l'accordo con il Basket Lumezzane per l'acquisto del titolo sportivo di A Dilettanti:
Nel suo primo anno in Serie A Dilettanti Trento, allenata da Vincenzo Esposito, ha chiuso al nono posto in stagione regolare.
Il 22 aprile 2011 ha ufficializzato la presentazione della richiesta per la wild card per partecipare al campionato di sviluppo 2011-12. La squadra è stata poi ufficialmente ripescata nella nuova Divisione Nazionale A.
Il 27 maggio 2012 Trento ha espugnato il campo della Pallacanestro Chieti per 63-67 e conquista, vincendo la serie per 3-1, una storica promozione in Legadue. Pochi giorni più tardi si è aggiudicata lo Scudetto Dilettanti, battendo Ferentino nella doppia sfida di finale e laureandosi così Campione d'Italia Dilettanti LNP.
Nella stagione 2012-13 ha vinto la Coppa Italia di Legadue.
Nella stagione 2013-14 l'Aquila Basket Trento ha conquistato il primo posto nella Divisione Nazionale A Gold e al termine dei playoff, il 6 giugno 2014, ha ottenuto una storica promozione in Serie A vincendo per tre partite a zero con l'Orlandina Basket.

### Serie A (2014- )

#### Stagione 2014-2015
Nella stagione 2014-2015 l'Aquila Basket Trento si qualifica alla Coppa Italia 2014-2015 qualificandosi con il 6º posto dopo il girone di andata nella regular season. Per il BEKO All Star Game viene votato Maurizio Buscaglia come allenatore del Dolomiti Energia Team, il quale avrà nel suo roster ben 4 giocatori dell'Aquila Basket Trento (Mitchell, Owens, Pascolo e Spanghero). La partita si conclude con la vittoria del Named Sport Team per 146-143. Nella gara delle schiacciate verrà votato Tony Mitchell come vincitore, mentre nella gara del tiro da tre punti vincerà Rautins.
Nel girone di andata del campionato l'Aquila Basket Trento conquista 18 punti e molti record di squadra, tra cui i 27 punti il massimo scarto in un singolo quarto (G10 3° quarto Dolomiti Energia-Banco di Sardegna 35-8) e come 2ª squadra nella classifica stoppate, e individuali, come la percentuale dei tiri da tre di Spanghero (52,7%) o il numero di punti realizzati per partita da Mitchell (20,8 punti per partita).
La stagione regolare termina con l'Aquila Basket Trento al 4º posto, in virtù dei 38 punti conquistati, in parità con Sassari e che vedrà le due formazioni scontrarsi nei quarti di finale dei playoff. Vengono anche premiati Tony Mitchell, Maurizio Buscaglia e Salvatore Trainotti come MVP, miglior allenatore e miglior dirigente.
Nei play-off contro Sassari l'Aquila Basket Trento perderà per 3-1 la serie nei quarti di finale, ma grazie al 4º posto conquistato nella stagione regolare e all'eliminazione di Bologna, Cantù e Brindisi l'Aquila Basket Trento si è qualificata per l'Eurocup della stagione successiva.

#### Stagione 2015-2016
La stagione 2015-2016 dell'Aquila Basket Trento vede la partecipazione della squadra alla Serie A BEKO 2015-2016 e all'Eurocup 2015 con il nome Dolomiti Energia Trento per motivi di sponsorizzazione.
Al termine della stagione d'andata si qualifica per la Coppa Italia, grazie al quinto posto in classifica in stagione regolare (20 punti) vincendo contro Pistoia ai quarti ma perdendo contro Avellino in semifinale.
In Eurocup 2015-16 raggiunge la semifinale perdendo contro Strasburgo nel doppio confronto.
In stagione regolare raggiunge l'ottavo posto qualificandosi ai play-off perdendo però tutte le gare dei quarti contro Milano (serie 3-0).
Al termine della stagione la Dolomiti Energia Trento vince per la seconda volta consecutiva la Coppa Disciplina di Serie A.

#### Stagione 2016-2017
In stagione regolare raggiunge il quarto posto (dopo Olimpia Milano, Reyer Venezia e Scandone Avellino), qualificandosi ai play-off.
Dopo aver vinto ai quarti contro la squadra di Sassari (3-0) e in semifinale contro l'Olimpia Milano (4-1), perde in finale contro Venezia (2-4).

#### Stagione 2017-2018
Nella stagione di Serie A 2017 - 2018, la squadra è arrivata quinta alla fine della regular season, qualificandosi ai play off. Nel corso dei play off ha prima battuto la squadra di Avellino, ai quarti di finale, e la Reyer Venezia, in semifinale. Ha infine perso in finale contro l'Olimpia Milano.
In Eurocup il cammino si ferma alla Top 16, dopo aver passato come seconda il girone D di Regular Season.

#### Stagione 2018-2019
Nella stagione di Serie A 2018 - 2019, la squadra è arrivata sesta alla fine della regular season, qualificandosi ai playoff, perdendo ai quarti di finale contro la Reyer Venezia.
In Eurocup il cammino si ferma alla fase a gironi dove viene eliminata dalla competizione continentale.

#### Stagione 2019-2020
Nella stagione di Serie A 2019 - 2020, prima dell'interruzione dovuta alla diffusione della pandemia di COVID-19, la squadra era classificata al nono posto della regular season.
In Eurocup il cammino si ferma tra le Top 16.
Tra il 2019-2022 il Gruppo Paterno, con l'azienda Eurobrico, è stato sponsor GOLD. Il Gruppo ha deciso di investire sulla squadra credendo nell'importanza che lo sport ha per tutto il territorio trentino.

#### Stagione 2020-2021
Nella stagione di Serie A 2020 - 2021, la società solleva Nicola Brienza dal ruolo di capo allenatore in data 31 gennaio 2021 affidando la squadra al suo vice Lele Molin. Con la nuova guida tecnica l'Aquila raggiunge l'ottava posizione in regular season venendo poi eliminata ai quarti di finale dall'Olimpia Milano per 3-0.
In Eurocup il cammino si ferma alle Top 16.

#### Stagione 2021-2022
Nella stagione di serie A 2021 - 2022, Trento chiude il girone d'andata al quarto posto, qualificandosi per le Final Eight di Coppa Italia, dove viene eliminata ai quarti di finale da Brescia. Non riesce a confermarsi nel girone di ritorno, che chiude al tredicesimo posto, a 6 punti dall'ottava posizione che le avrebbe garantito la qualificazione ai playoffs
In Eurocup la squadra vince una sola gara in tutta la regular season e non accede dunque ai playoff.

#### Stagione 2022-2023
Nella stagione 2022-2023, la squadra centra nuovamente la qualificazione alle Final Eight, venendo eliminata ai quarti da Tortona, e torna dopo un anno di distanza ai Playoffs scudetto, grazie alla sesta posizione in graduatoria, con il record di 15 vittorie e altrettante sconfitte. La squadra viene eliminata ai quarti di finale per 3- 1 sempre da Tortona, con scarti estremamente ridotti ed una differenza canestri totale, nelle 4 gare, di -2 punti.
Non riesce nuovamente a qualificarsi ai Playoff di Eurocup.

#### Stagione 2023-2024
Nella stagione 2023-2024, la squadra centra nuovamente la qualificazione alle Final Eight di Coppa Italia, venendo eliminata ai quarti da Milano. In campionato termina al 7º posto grazie ad un record di 15 vittorie e 15 sconfitte, e incontra Milano ai quarti di finale playoff: dopo la vittoria in gara 1 in trasferta, la squadra bianconera è costretta a subire il ritorno di Milano che vincerà la serie per 3 a 1 e successivamente conquisterà il titolo italiano. 
In Eurocup la squadra sfiora l'accesso ai playoff terminando la stagione con 7 vittorie e 11 sconfitte.

#### Stagione 2024-2025
Nella stagione 2024-2025, la squadra centra di nuovo la qualificazione alle Final Eight di Coppa Italia, battendo in finale Milano e conquistando il suo primo trofeo della storia.
In stagione regolare chiude al quarto posto in classifica con 22 vittorie, score che vale  il nuovo record societario.Ai Playoff viene eliminata ai quarti di finale dall'Olimpia Milano perdendo la serie 3 a 1.

## Tifoseria
Il gruppo ultras "Zidiosi" segue la compagine trentina in casa ed in trasferta. Non si conoscono particolari rivalità. L'unico episodio risale a febbraio 2024 e riguarda i tifosi della Reyer Venezia, i quali, dopo la gara di Coppa Italia disputatasi a Torino nel febbraio 2024, aggredirono i tifosi trentini .

## Palmarès
- Coppa Italia: 1

2025
- Campionato italiano Dilettanti: 2

2011-12, 2013-14
- Coppa Italia di Legadue: 1

2012-13
- Coppa Italia LNP di Serie C1: 1

2005

### Giovanili
- Campionato italiano Under 17: 1

2025
- Next Gen Cup: 1

2018-19

### Altri piazzamenti
- Serie A: qualificata ai Playoffs nel 20152016,2017,2018,2019,2021,2023,2024,2025 [8]

Miglior piazzamento: finale nel 2017 e nel 2018
- Coppa Italia: qualificata nel 2015, 2016, 2022, 2023, 2024, 2025

Miglior piazzamento: Campione nel 2025
- Eurocup: Qualificata alle Top 16 nel 2016, 2018, 2020, 2021

Miglior piazzamento: semifinale nel 2016
- Supercoppa italiana: semifinale nel 2017 e nel 2018

## Partecipazioni

### Partecipazioni ai campionati
| Livello | Categoria                  | Partecipazioni | Debutto   | Ultima stagione | Totale |
| 1°      | Serie A                    | 11             | 2014-2015 | 2024-2025       | 11     |
| 2°      | Legadue                    | 1              | 2012-2013 | 2012-2013       | 2      |
| 2°      | Divisione Nazionale A Gold | 1              | 2013-2014 | 2013-2014       | 2      |
| 3°      | Serie A Dilettanti         | 2              | 2009-2010 | 2010-2011       | 3      |
| 3°      | Divisione Nazionale A      | 1              | 2011-2012 | 2011-2012       | 3      |
| 4°      | Serie B2                   | 3              | 2005-2006 | 2007-2008       | 4      |
| 4°      | Serie B Dilettanti         | 1              | 2008-2009 | 2008-2009       | 4      |
| 5°      | Serie C1                   | 3              | 2002-2003 | 2004-2005       | 3      |
| 6°      | Serie C2                   | 2              | 2000-2001 | 2001-2002       | 2      |
| 7°      | Serie D                    | 5              | 1995-1996 | 1999-2000       | 5      |

### Partecipazioni alle coppe nazionali
| Competizione            | Partecipazioni | Debutto   | Ultima stagione |
| Supercoppa Italiana     | 4              | 2017      | 2021            |
| Coppa Italia            | 6              | 2015      | 2025            |
| Coppa Italia di Legadue | 1              | 2012-2013 | 2012-2013       |
| Coppa Italia LNP        | 3              | 2010-2011 | 2014            |

### Partecipazioni alle coppe europee
| Competizione | Partecipazioni | Debutto   | Ultima stagione |
| EuroCup      | 9              | 2015-2016 | 2024-2025       |

## Roster 2025-2026
Aggiornato al 2 agosto 2025.
| Dolomiti Energia Trentino 2025-26 | Dolomiti Energia Trentino 2025-26 |
| Giocatori                         | Staff tecnico                     |
| --------------------------------- | --------------------------------- |

| N. | Naz.                                      | Ruolo | Nome                  | Anno | Alt.   | Peso   |  |
| -- | ----------------------------------------- | ----- | --------------------- | ---- | ------ | ------ |  |
|    | Stati Uniti (bandiera)                    | P     | DeVante' Jones        | 1998 | 186 cm | 91 kg  |  |
| 10 | Argentina (bandiera) · Italia (bandiera)  | P     | Andrés Forray (C)     | 1986 | 188 cm | 88 kg  |  |
|    | Stati Uniti (bandiera)                    | G     | DJ Steward            | 2001 | 188 cm | 73 kg  |  |
| 68 | Italia (bandiera)                         | PG    | Patrick Hassan        | 2007 | 187 cm | 77 kg  |  |
|    | Senegal (bandiera) · Italia (bandiera)    | G     | Cheickh Niang         | 2008 | 191 cm | 76 kg  |  |
|    | Italia (bandiera)                         | AP    | Theo Airhienbuwa      | 2006 | 201 cm | 96 kg  |  |
|    | Macedonia del Nord (bandiera)             | AP    | Andrej Jakimovski (F) | 2001 | 202 cm | 98 kg  |  |
|    | Lituania (bandiera)                       | AP    | Matas Jogela          | 1998 | 201 cm | 90 kg  |  |
|    | Stati Uniti (bandiera)                    | AG    | Peyton Aldridge       | 1995 | 203 cm | 102 kg |  |
| 21 | Stati Uniti (bandiera) · Ghana (bandiera) | C     | Selom Mawugbe         | 1998 | 207 cm | 104 kg |  |
| 26 | Camerun (bandiera)                        | C     | Jordan Bayehe (F)     | 1999 | 204 cm | 96 kg  |  |

| Allenatore                                                                                |
| - Massimo Cancellieri                                                                     |
| Assistente/i                                                                              |
| - Fabio Bongi - Davide Dusmet Legenda - (C) Capitano - (IN) Inattivo - Infortunato Roster |

## Organigramma societario
- Staff dirigenziale
  - Presidente: Luigi Longhi
  - Direttore Generale: Andrea Nardelli
  - Direttore Sportivo: Rudy Gaddo
  - Club Manager: Michael Robinson
  - Team Manager: Simone Pierich
  - Sales Manager: Sara Biasioni
  - Head of digital: Andrea Bonetti
  - Marketing&Communication Specialist: Benedetta Cestari
  - Junior Marketing Specialist: Luca Siega
  - Responsabile del brand e della comunicazione: Daniele Montigiani
  - Addetto Stampa: Riccardo Carlin
  - Ticketing: Caterina Mosna
  - Amministrazione: Donatella Menestrina

- Staff tecnico
  - Capo Allenatore: Massimo Cancellieri
  - Assistente allenatore: Davide Dusmet
  - Assistente allenatore: Fabio Bongi
  - Video Analyst: Nicolò Gilmozzi
  - Preparatore atletico: Matteo Tovazzi
  - Massaggiatore: Franco Jachemet
  - Fisioterapista: Giacomo Beccucci
  - Fisioterapista: Alessandro Memmo
  - Fisioterapista: Giovanbattista Guidi
  - Medico sociale: Fabio Diana

Dolomiti Energia Basketball Academy
- - Presidente: Massimo Komatz
  - Direttore: Marco Crespi
  - Responsabile settore giovanile: Giovanni Molin
  - Responsabile Minibasket: Luca Sposaro
  - Segreteria: Caterina Mosna

## Allenatori
- 1995–1996:  Mauro Profico
- 1996–1998:  Claudio March
- 1998–2003:  Salvatore Trainotti
- 2003–2007:  Maurizio Buscaglia
- 2007–2009:  Gabriele Giordani
- 2009:  Marco Rota
- 2009–2010:  Vincenzo Esposito
- 2010–2019:  Maurizio Buscaglia
- 2019–2021( fino al 31 gennaio):  Nicola Brienza
- 2021( dal 31 gennaio )–2023:  Emanuele Molin
- 2023 –:  Paolo Galbiati